# Gazeta Częstochowska
„Gazeta Częstochowska” – czasopismo ukazujące się w Częstochowie od 1 kwietnia 1956 jako dwutygodnik, od 1 stycznia 1957 jako tygodnik.

## Historia
Początkowo czasopismo ukazywało się jako organ Powiatowego i Miejskiego Frontu Jedności Narodu. Od 1975 było organem Komitetu Wojewódzkiego Polskiej Zjednoczonej Partii Robotniczej i miało podtytuł: tygodnik PZPR. Pierwszym wydawcą był Wojewódzki Zakład Wydawniczy w Katowicach, następnie od początku 1961 Śląskie Wydawnictwo Prasowe RSW „Prasa”.
W styczniu 1991 od likwidatora RSW Prasa-Książka-Ruch tytuł zakupiło za symboliczną cenę Częstochowskie Towarzystwo Gospodarcze, a wydawcą został powołany dwa miesiące później nowy podmiot pn. „Gazeta Częstochowska” Przedsiębiorstwo Wydawnicze Produkcyjne i Usługowe Sp. z o.o. z kapitałem zakładowym w wysokości 114 500 zł. Podtytuł zmieniono na: tygodnik regionalny.

Obecny właściciel podaje „Rok powstania Gazety: 1909” wywodząc tradycję od tytułu dziennika „Gazeta Częstochowska”', który Franciszek Dionizy Wilkoszewski wydawał od sierpnia 1909 do czerwca 1910 zamiast „Gońca Częstochowskiego”, redaktorem był Zygmunt Trzebiński.
Redaktorami naczelnymi „Gazety Częstochowskiej” byli: Stefan Gajos (od 1956), Rajmund Piersiak (od 1964), Roman Bajerlajn (od 1976), Roman Szlenk (od 1981), Leszek Figiel (od 1984), Jerzy Wawrzak (1989), jako p.o. Bogdan Knapik (1990), Szymon Giżyński (od 1991), Urszula Giżyńska (od 2002). Do członków zespołu i współpracowników w różnych okresach zaliczali się: Zygmunt Broniarek, Waldemar M. Gaiński, Tadeusz Gierymski, Andrzej Kalinin, Jarosław Kapsa, Wojciech Łukaszewski, Ryszard Majer, Janusz Mielczarek, Bogdan Snoch, Artur Warzocha. W dodatku „Nad Wartą” debiutowała Halina Poświatowska.

## Dodatki
- „Nad Wartą” – magazyn regionalny (od 1958)[9][13]
- „Notatnik Kulturalny” (1995–1997)[14]

## Mutacje
- „Gazeta Kłobucka” (1956–1974)[1][9]
- „Gazeta Lubliniecka” (1961–1971)[9][15]
- „Gazeta Myszkowska” (1975)[9]
- „Gazeta Radomszczańska” (1957–1961)[16][9]
- „Gazeta Wieluńska” (1958–1959)[9]
- „Gazeta Zawierciańsko-Myszkowska” (1957–1961)[16][9]
- Specjalne wydanie „Gazety Częstochowskiej” dla załogi Huty im. B. Bieruta (1959–1964)[9]

## Źródła
- Zygmunt Jolles: Katalog Prasy Polskiej. Warszawa: Biuro Wydawnicze „Ruch”, 1963. OCLC 749778445. (pol.).
- Tomasz Mielczarek: Od „Monitora” do „Gońca Reklamowego”. Dzieje prasy częstochowskiej (1769–1994). Kielce: Wyższa Szkoła Pedagogiczna im. Jana Kochanowskiego, 1996. ISBN 83-7133-040-5. OCLC 76826803. (pol.).
- Arkadiusz Frania: Osobowości i osobliwości. Z życia literackiego współczesnej Częstochowy. Częstochowa: Towarzystwo Galeria Literacka, 2019. ISBN 978-83-65994-07-3. OCLC 1121434601. (pol.).